# L'Harmonie du monde (opéra)
L'Harmonie du monde (Die Harmonie der Welt) est un opéra en cinq actes de Paul Hindemith, qui a aussi écrit le livret, basé sur la vie de Johannes Kepler.
La première exécution publique a eu lieu le 11 août 1957 à Munich sous la direction du compositeur. 
Le 25 janvier 1953 à Bâle, avait eu lieu la première de la symphonie du même nom, sous la direction de Paul Sacher.

## Distribution
- Empereur Rudolf II, Empereur Ferdinand II basse
- Johannes Kepler baryton
- Wallenstein ténor
- Ulrich Grüßer (ténor)
- Daniel Hitzler (baryton basse)
- Tansur (basse)
- Baron Starhemberg (baryton)
- Christophe, le frère de Kepler (ténor)
- Susanne, le seconde femme de Kepler (soprano)
- Catherine, la mère de Kepler (mezzo-soprano)
- Susanne enfant (soprano)
- Le prévôt (baryton)
- Un avocat (baryton basse).

En 2000, Marek Janowski a réalisé avec l'Orchestre symphonique de la radio de Berlin le premier enregistrement complet de l'opéra.

## Orchestre
Deux flûtes, trois hautbois, trois clarinettes, trois bassons, quatre cors, deux trompettes, quatre trombones, une timbale, une batterie, une harpe et 40 cordes.

## Tableaux
- Premier acte – Tableau 1: Rue à Prague, tableau 2: un cimetière la nuit dans le Wurtemberg, tableau 3: Au château de Prague, scène 4: une chambre dans la maison de Kepler à Prague
- ̽Deuxième acte – Tableau 5: une place à Prague, tableau 6: Cour des arcades de la maison provinciale à Linz, tableau 7: Jardin du château Starhemberg, tableau 8: Jardin d'une auberge
- Troisième acte – Tableau 9: Maison de Kepler à Linz, tableau 10: Güglingen dans le Würtemberg
- Quatrième acte – Tableau 11: Palais Waldstein à Prague
- Cinquième acte – Tableau 12: Sagan en Silésie, tableau 13: Grande salle à Ratisbonne, tableau 14: Décor peint d'un ciel dans le style baroque avec le trône du soleil.